# 24028 Veronicaduys
24028 Veronicaduys este un asteroid din centura principală de asteroizi.

## Descriere
24028 Veronicaduys este un asteroid din centura principală de asteroizi. A fost descoperit pe 9 septembrie 1999 la Socorro, New Mexico, în cadrul proiectului LINEAR. Asteroidul prezintă o orbită caracterizată de o semiaxă mare de 2,69 ua, o excentricitate de 0,20 și o înclinație de 4,3° în raport cu ecliptica.